# -ose
Das Suffix -ose bezeichnet in der Medizin meist eine nicht-entzündliche, auch parasitäre Erkrankung oder eine Zustandsveränderung, wie beispielsweise eine Degeneration. In der Chemie steht die Endung für Kohlenhydrate, wohingegen es im allgemeinen wissenschaftlichen Kontext oft für Substantive griechischen Ursprungs Verwendung findet. Die Endung gelangte von der altgriechischen Endung -ωσις (im Allgemeinen etwa bedeutend zu „-heit“ und „-keit“) über das Französische in den deutschen Sprachraum.
Beispiele für Verwendungen in der Medizin:
- Alkalose – Störung des Säure-Base-Haushalts (Blut zu basisch)
- Arthrose – Gelenkverschleiß
- Azidose – Störung des Säure-Base-Haushalts (Blut zu sauer)
- Dermatose – Hautkrankheit
- Hämochromatose – Erkrankung, bei der es zu einer erhöhten Aufnahme von Eisen kommt
- Keratose – abnorme Veränderung der obersten Schicht der Haut
- Mukoviszidose – angeborene Stoffwechselerkrankung
- Narkose – Abschaltung des Bewusstseins und des Schmerzempfindens
- Neurose – nervlich bedingte Erkrankung, Bezeichnung gilt fachlich als veraltet
- Ornithose [und Psittakose] – eine Krankheit bei Vögeln [im Besonderen bei Papageien]
- Osteoporose – Alterserkrankung des Knochens
- Parodontose – umgangssprachlich für entzündlich bedingten Abbau des Zahnhalteapparates, der Begriff ist veraltet (Erkrankung wird durch Bakterien verursacht, ist entzündlicher Natur und heißt nach der Klassifikation von 1999 Parodontitis.)
- Psychose – historisch Bezeichnung für alle Arten von psychischen Erkrankungen, modern Begriff für einen unscharf definierten Symptomenkomplex psychischer Erkrankungen
- Tuberkulose – bakteriell verursachte Infektionskrankheit

Beispiele für Verwendungen in der Chemie:
- Aldose – Monosaccharid, dessen Kohlenstoffgrundgerüst eine Aldehydgruppe enthält
- Cellulose –  Polysaccharid, Hauptbestandteil von pflanzlichen Zellwänden
- Desoxyribose – Monosaccharid, Grundbaustein der Desoxyribonukleinsäure (DNS/DNA)
- Dextrose – Traubenzucker (alternative Bezeichnung für Glucose)
- Fructose – Fruchtzucker
- Furanose – Lactol eines Monosaccharids, das aus einem Fünfring von vier Kohlenstoffatomen und einem Sauerstoffatom besteht sowie an einem der Ring-Sauerstoffbrücke benachbarten C-Atom eine Hydroxygruppe enthält
- Glucose – Traubenzucker
- Hexose – Monosaccharid, dessen Kohlenstoffgrundgerüst sechs Kohlenstoff-Atome enthält
- Ketose – Monosaccharid, dessen Kohlenstoffgrundgerüst eine Ketogruppe enthält
- Lactose – Milchzucker
- Maltose – Malzzucker
- Pentose – Monosaccharid, dessen Kohlenstoffgrundgerüst fünf Kohlenstoff-Atome enthält
- Pyranose – Lactol eines Monosaccharids, das aus einem Sechsring von fünf Kohlenstoffatomen und einem Sauerstoffatom besteht sowie an einem der Ring-Sauerstoffbrücke benachbarten C-Atom eine Hydroxygruppe enthält
- Ribose – Monosaccharid, Grundbaustein der Ribonukleinsäure (RNS/RNA)
- Saccharose – Haushalts- oder Kristallzucker

Allgemeine Verwendungen:
- Osmose – der gerichtete Fluss von Molekülen durch eine Membran oder Zellwand
- Spirituose – alkoholisches Getränk mit einem Mindestalkoholgehalt von 15 Volumenprozent